# Madame Hermann
Pour les articles homonymes, voir Hermann et Kling.
Madame Hermann, dite aussi Madame Veuve Hermann, née Jeanne Léonide Poinat le 11 avril 1842 à Paris 4e et morte le 17 janvier 1910 à Sèvres, est une photographe française, spécialisée dans les portraits d'enfants.
D'abord collaboratrice de son mari Louis Justin Kling, elle a dirigé seule l'atelier Hermann & Cie après leur séparation, puis durant son veuvage.

## Biographie

### Jeunesse et famille
Jeanne Léonide (ou Léonie) Poinat naît en 1842 à Paris, fille de Gabriel Poinat, négociant, et de Jeanne Marthe Legavre, son épouse, résidant 50, rue de l'Arbre-Sec. Elle a deux frères aînés, Jean né en 1839 et Maxime né en 1841.  Elle a 16 ans lorsque sa mère meurt, en 1858, à l'âge de 46 ans.
En 1862, âgée de 20 ans et sans profession, elle épouse Louis Justin Kling, un , meurt en négociant de 28 ans né à Scherwiller. Le couple a un fils, Gabriel Léon, en 1864.
Son père, devenu maire d'Ivry-sur-Seine en 1878, meurt en 1879.

### Parcours
Dans les années 1860, les époux Kling-Poinat sont établis comme passementiers 11, rue des Fossés-Montmartre. Au début des années 1870, ils reprennent sous le nom commercial Hermann (& Cie) la gérance d'un atelier de photographie situé 20, rue de la Chaussée-d'Antin. L'établissement a d'abord été tenu par le photographe Paul Émile Pesme jusqu'à sa mort en septembre 1869, puis racheté par Émile Augustin de Verdier de Suze le 6 janvier 1870 pour la somme de 825 francs.
L'atelier Hermann, spécialisé dans la photographie au collodion, vend par ailleurs des fournitures pour la photographie et propose aux photographes établis à Paris ou en province de sous-traiter certains travaux techniques, comme la photographie sur émail ou les agrandissements,.

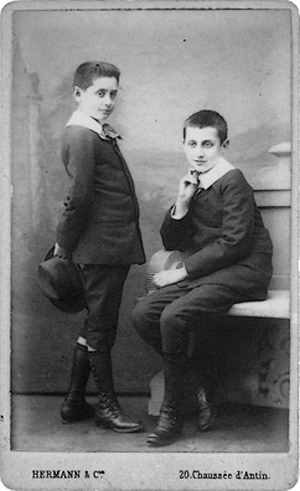
Hermann & Cie, Robert et Marcel Proust, photocarte, vers 1885.

En octobre 1873 sont saisis dans l'atelier 22 000 photographies de Louis-Napoléon Bonaparte, fils unique de l'impératrice Eugénie et de Napoléon III. Autour du portrait sont reproduits un discours que le  prince impérial a prononcé le 15 août, ainsi que les dates de quatre des cinq plébiscites favorables à son père. Depuis la mort de ce dernier le 9 janvier, Louis-Napoléon est considéré par les bonapartistes comme l'héritier dynastique des Bonaparte. Quelques jours après la saisie des clichés, le ministre de l'Intérieur lève néanmoins la mesure prise contre l'atelier Hermann.
Au début des années 1880, l'atelier se spécialise dans les portraits pour enfants, que réalise Jeanne Léonide Kling sous le nom de Madame Hermann. Dans Le Figaro, le journaliste Marc de Rossieny insiste sur le fait qu'elle « opère elle-même » et loue ses talents de physionomiste avec les enfants et les bébés dont elle parvient à capter l'attention pour obtenir la meilleure pose. Parmi les enfants photographiés à l'atelier figurent Marcel Proust et son frère Robert, vers 1885.
Séparée de corps de son mari à une date indéterminée, Jeanne Léonide Kling continue seule son activité de photographe. Elle se fait parfois prénommer Marthe (ou Jeanne Marthe,), comme à l'occasion de l'Exposition universelle de 1889 où elle présente plusieurs portraits. Leur qualité est remarquée par le jury, à l'instar des travaux de Reutlinger fils ou de Gervais-Courtellemont. En 1899, Louis Justin Kling meurt à Bois-Colombes, à son domicile du 205, avenue d'Argenteuil. Sur son acte de décès, il est dit « célibataire » et « sans profession ». La raison sociale de Jeanne Léonide Kling devient Mme Vve Hermann.
Médaille d'argent à l'exposition universelle de 1900, elle est décrite comme une « photographe distinguée, recherchée du monde entier pour ses portraits d’enfants et bien connue dans le quartier de la Chaussée d'Antin. » Elle compose par ailleurs quelques valses, dont elle vend les partitions dans son atelier pour financer ses œuvres philanthropiques, notamment La Maternelle de Sèvres.
Jeanne Léonide Kling meurt en 1910 à son domicile du 108, rue Brancas à Sèvres, toujours photographe selon son acte de décès. Elle est inhumée trois jours plus tard au cimetière du Père-Lachaise, dans le caveau de la famille Poinat surmonté d'un buste en bronze de son père sculpté par François-Auguste Charodeau. Elle est dite « compositeur » et « officier de l'Instruction publique » sur sa sépulture.
Peu après sa mort, Gabriel Léon Kling vend le fonds de commerce du 20, rue de la Chaussée-d'Antin à M. Siré,. La dénomination Hermann est conservée au moins jusqu'en 1950, année de la revente du fonds pour la somme de 3 millions de francs.

## Décorations
- Officière de l'ordre des Palmes académiques, 1902 (sous le nom de Mme veuve Hermann, Jeanne Marthe)[19]
- Officier de l'Instruction publique, 1909 (sous le nom de Mme Hermann, Marthe)[33]

## Collections
- Portrait d'André Pfeiffer enfant, 1895, musée d'Orsay, Paris[34]
- Portrait de Paul Vallot enfant (fils de Joseph Vallot et Gabrielle Vallot), après 1898, musée Alpin de Chamonix-Mont-Blanc[35]
- Portrait de Lucien Psichari bébé (petit-fils d'Anatole France), 1909, musée de la Vie romantique, Paris[36]